# 원탁 (아서왕 전설)

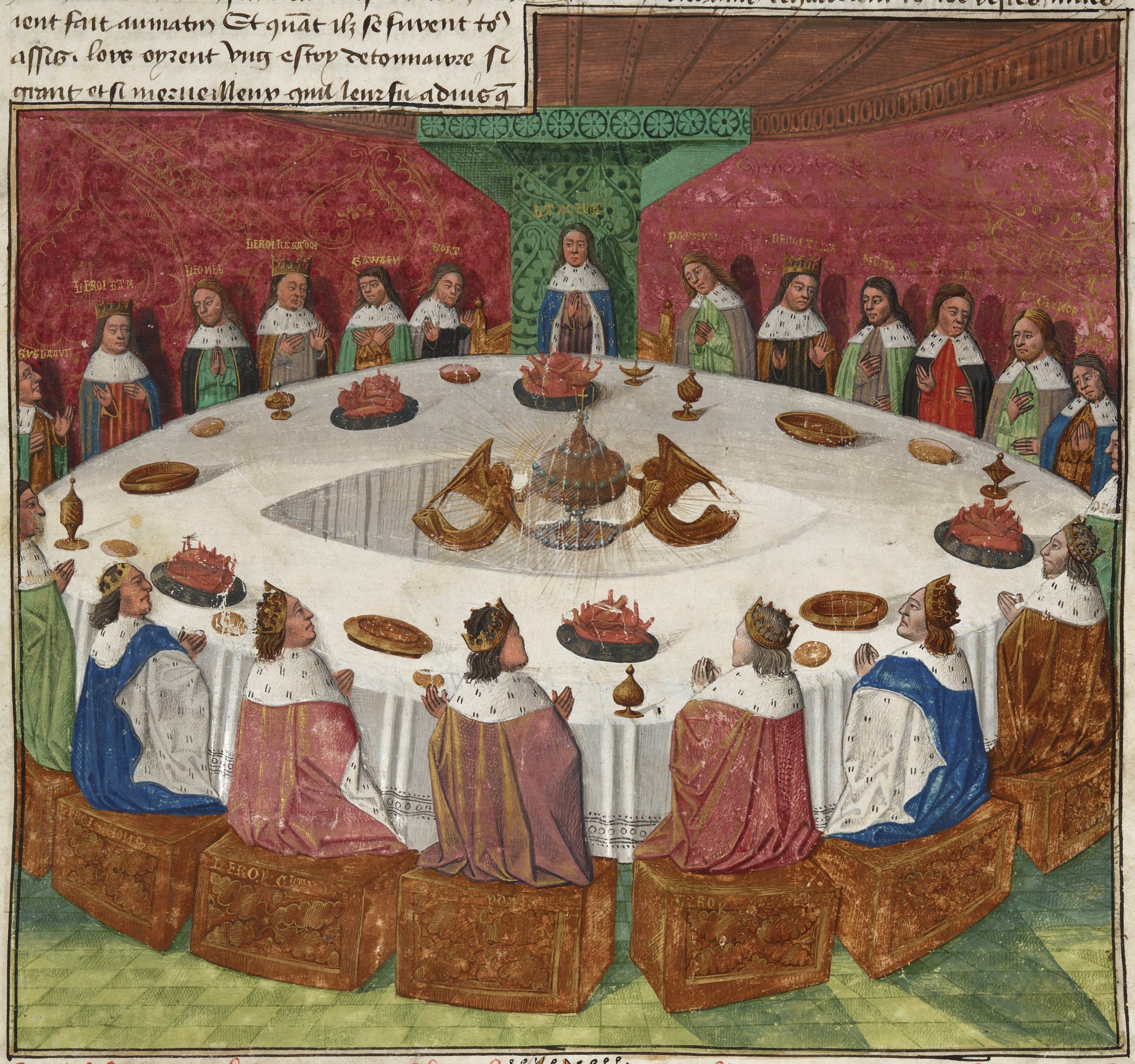

원탁(Round Table)은 영국의 전설적 통치자 아서왕과 원탁의 기사들이 앉았던 원탁이다. 둥근 형태의 이 테이블에 앉는 사람들 중에 리더같은 특권을 가진 사람은 없고, 앉아 있는 모든 사람들이 동등한 입장을 가진다. 원탁은 1155년 웨이스에 의해 처음 설명되었다. 원탁의 상징성은 시간이 지남에 따라 발전되었는데 12세기 말에 아서의 궁정인 원탁의 기사과 관련된 기사도를 상징하게 되었다.
대마법사 멀린이 아서의 아버지 우서 펜드래건에게 원탁을 만들었고 우서 펜드래건은 원탁을 레어드그랜스왕에게 주었으며 레어드그랜스왕은 아서왕이 딸 기네비어와 결혼하자 아서왕에게 원탁을 주었다. 원탁은 예수와 그 제자들을 상징하는 13개의 자리가있는데, 13번째 자리는 배신자 유다를 상징하는 것으로, 가장 뛰어난 기사가 앉게 되어 있었다. 그리고 갤러해드 경이 그 자리에 앉았고, 이후 성배와 성창을 찾은 갤러해드와 퍼시발이 사망하고 란슬롯과 왕비 기네비어의 불륜으로 도주, 거기에 보호드, 라이오넬 등 란슬롯과 친척인 기사들이 모두 란슬롯 파로 넘어가 아서왕 파와 란슬롯 파로 분열되었다. 아서왕과 란슬롯은 전쟁을 벌였으나 승부가 나지 않았다. 그때 아서왕의 사생아 모드레드가 카멜롯에서 반란을 일으키고 아서왕은 란슬롯과 화해, 모드레드를 응징한다. 그 과정에서 베디비어를 제외한 모든 기사들이 전멸하고 아서왕은 모드레드를 죽이지만 자신도 큰 상처를 입고 이후 사망한다.

## 같이 보기
- 원탁의 기사